# NN-144
La carretera NN‑144 es una vía departamental secundaria ubicada en el municipio de San Francisco Libre, dentro del departamento de Managua. Atraviesa comunidades rurales en dirección norte-sur, fortaleciendo la conectividad agrícola de la región.

## Trazado y cruces
| km   | Localidad / Punto | Departamento | Conexión / Ruta           |
| ---- | ----------------- | ------------ | ------------------------- |
| 0,0  | La Montaña        | Managua      | NN 143                    |
| 5,5  | El Porvenir       | Managua      | Camino rural              |
| 10,9 | El Jicarito       | Managua      | Fin de ruta departamental |

## Coordenadas
Uno de los tramos de la NN‑144 puede ser encontrado en las coordenadas: 12°04′12″N 86°12′36″O / 12.0700, -86.2100